# Lipovec
Lipovec es una localidad de Croacia en el municipio de Zlatar Bistrica, condado de Krapina-Zagorje.

## Geografía
Se encuentra a una altitud de 169 m s. n. m. a 42,2 km de la capital nacional, Zagreb.

## Demografía
En el censo 2011, el total de población de la localidad fue de 191 habitantes.